# فرودگاه ایلس-د-لا-مادلین
فرودگاه ایلس-د-لا-مادلین (به انگلیسی: Îles-de-la-Madeleine Airport) یک فرودگاه همگانی باربری با کد یاتا YGR است که یک باند فرود آسفالت دارد و طول باند آن ۱۳۶۹ متر است. این فرودگاه در کشور کانادا قرار دارد و در ارتفاع ۱۱ متری از سطح دریا واقع شده‌است.

## شرکت‌های هواپیمایی و مقصدهای پروازی
| شرکت‌های هواپیمایی  | مقصدهای پروازی                                         |
| ------------------ | ------------------------------------------------------ |
| Air Canada Express | گاسپی، مونترآل-پییر الیوت ترودو، ژان لوساژ شهر کبک     |
| Pascan Aviation    | بوناونچر، مون-ژولی، مونترآل/سن-اوبر، ژان لوساژ شهر کبک |

The airport was formerly served by Eastern Provincial Airways، Intair and Quebecair when these airlines were in operation.